# 岩手県立盛岡南高等学校
岩手県立盛岡南高等学校（いわてけんりつ もりおかみなみこうとうがっこう）はかつて岩手県盛岡市にあった県立高等学校。
通称盛南（せいなん）
岩手県立不来方高等学校との統合により、2024年度をもって閉校。

## 設置学科
- 全日制課程
  - 普通科
  - 普通科体育コース
  - 体育科

## 沿革
- 1983年　開校
- 1997年　普通科体育コース設置
- 2025年　岩手県立不来方高等学校と統合して閉校[1]。新設時には不来方高校の校舎や施設を活用し、統合後の盛岡南高校の校舎には、岩手県立盛岡工業高等学校が移転する。

## 所在地
- 岩手県盛岡市西見前20-113-1
北緯39度38分33.5秒 東経141度9分24.7秒 / 北緯39.642639度 東経141.156861度

## 交通
- JR東北線岩手飯岡駅より徒歩25分。

## 主な出身者

### バスケットボール
- 近藤雄治（仙台89ERS）
- 山本吉昭（岩手ビッグブルズ）
- 斉藤資（元大阪エヴェッサ）
- 川村卓也（西宮ストークス、元日本代表）
- 石井秀生（元埼玉ブロンコス）
- 千葉慎也（岩手ビッグブルズ）
- 澤口誠（元岩手ビッグブルズ）
- 小野寺祥太（琉球ゴールデンキングス）
- 渋田怜音（新潟アルビレックスBB）

### その他
- 高橋秀和 - NHKアナウンサー
- 佐藤洋太 - 元プロボクサー
- 貝山仁美 - 元柔道家
- 斐也 - プロキックボクサー
- 伊東竜二 - プロレスラー
- 阿部友里香 - クロスカントリースキー、バイアスロン選手。2014年ソチパラリンピック、2018年平昌パラリンピック代表
- 永井秀昭 - ノルディック複合選手。2022年北京オリンピックノルディック複合団体銅メダル